# 卡拉細盲蛇
卡拉細盲蛇（學名：Leptotyphlops carlae）是蛇亞目細盲蛇科細盲蛇屬下的一種小型盲蛇，也是目前世界上體型最細小的蛇類。主要分布於加勒比海群島中的巴巴多斯，因此其英語俗稱是「巴巴多斯盲蛇（Barbados Threadsnake）」。首位將卡拉細盲蛇列為獨立物種的人，是任教於賓夕法尼亞州立大學的生物學家赫傑斯（S. Blair Hedges）。赫傑斯教授的妻子卡拉（Carla Ann Hass）曾屬於同單位的生物探索小組，後來赫傑斯便以妻子的名字為卡拉細盲蛇命名。在2008年八月，著名科學雜誌《新科學人》亦曾描述卡拉細盲蛇為全球最細小的成年蛇類。

## 特徵

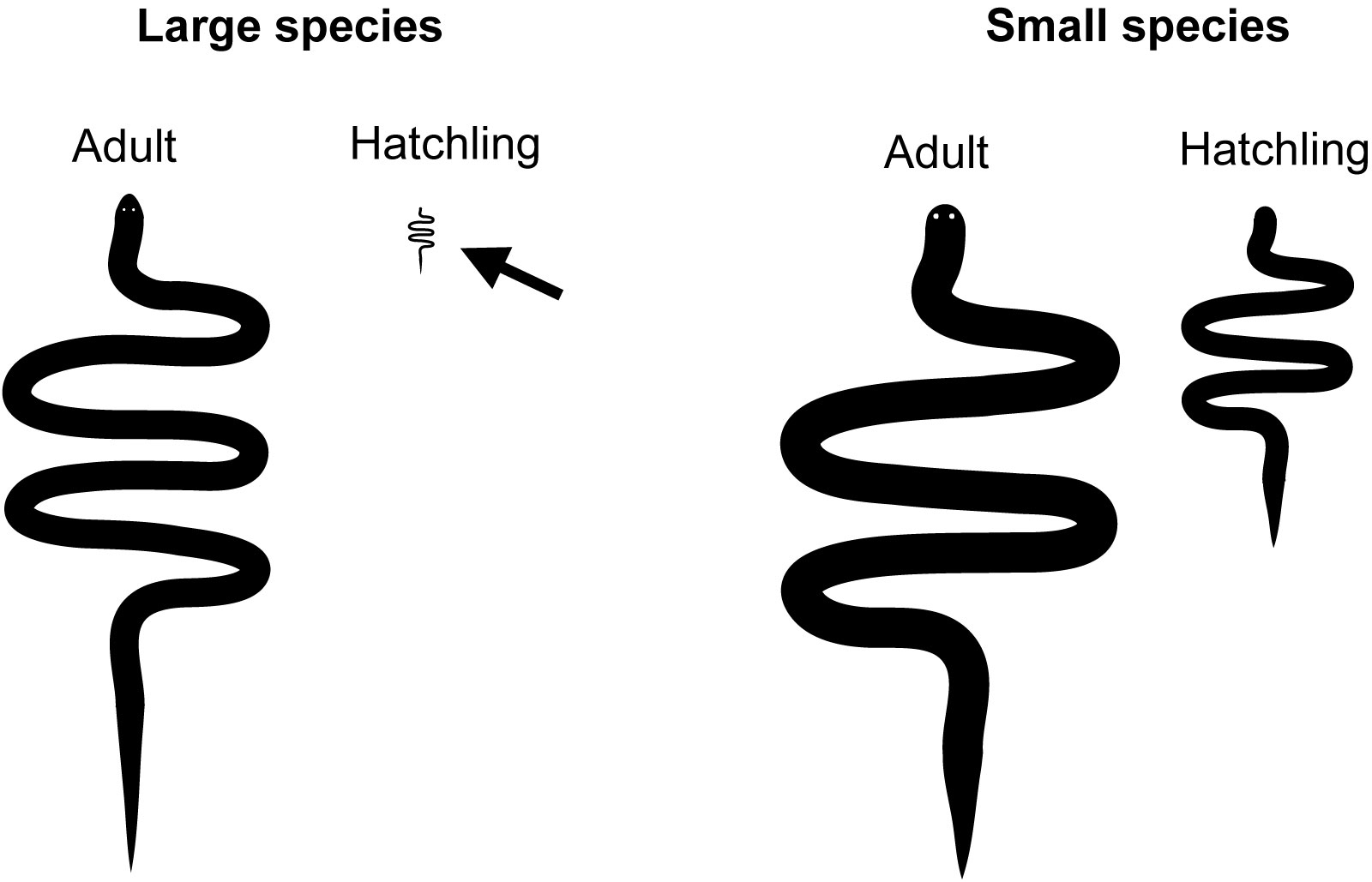
圖左為大型蛇類的子母體對比，右方則為小型蛇類（如卡拉細盲蛇）的子母體對比

成年卡拉細盲蛇的體長約為10公分，而目前紀錄中最長者亦僅達10.4公分。此蛇曾被形容為「幼如意大利粉」。條目上方顯示了一條卡拉細盲蛇與一枚直徑長24.26毫米的25美分硬幣並列的情況，可以作為此蛇體型的比例參照。
卡拉細盲蛇以白蟻及蟻卵為主要食糧。繁殖方面，盲蛇均屬於卵生蛇類，此類卡拉細盲蛇的雌蛇，每次產卵均只能產出一枚較大顆的蛇卵；初生幼蛇的體型，已足有母蛇的一半體積。

## 地理分布
目前學界相信卡拉細盲蛇是加勒比海巴巴多斯島的特有種，至今有兩條研究用的活蛇便是來自巴巴多斯島中部至東部的一個再生森林遺址附近，該區亦是巴巴多斯島最古老的地帶。再生森林人跡罕至，似乎為卡拉細盲蛇提供了理想的棲息環境。但現在的巴巴多斯島遭受森林開伐的影響，目前可以讓卡拉細盲蛇棲息的適當地帶，大概僅餘不足數平方公里之地。

## 保育狀態
目前關於卡拉細盲蛇的生態、數量及分布情況資料均甚不足。卡拉細盲蛇似乎慣性以森林地帶為棲息對象，但現在巴巴多斯島上的森林已所餘無幾，這對卡拉細盲蛇可能是一個威脅。基於暫時所知的少量卡拉細盲蛇只集中分布於巴巴多斯島的東部，因此其未來的生存空間是一個相當值得顧慮的生態問題。

## 備註
1. ↑  Daltry, J.C., Powell, R. & Henderson, R.W. 2016. Tetracheilostoma carlae (errata version published in 2017). The IUCN Red List of Threatened Species 2016: e.T203637A115351519. https://dx.doi.org/10.2305/IUCN.UK.2016-3.RLTS.T203637A2769298.en. Downloaded on 26 July 2018.
2. 1 2 3 4 5 6  S. Blair Hedges (August 4, 2008). "At the lower size limit in snakes: two new species of threadsnakes (Squamata: Leptotyphlopidae: Leptotyphlops) from the Lesser Antilles （页面存档备份，存于）" (PDF). Zootaxa 1841: 1–30. Retrieved on 4 August 2008.
3. ↑  .   [2009-02-06]. （原始内容存档于2008-12-22）.
4. ↑  Will Dunham (August 3, 2008)：《世界上最細小的蛇類，身體幼如意大利粉 （页面存档备份，存于）》Reuters UK. Retrieved on 4 August 2008.
5. ↑  Alice Turner (August 3, 2008). "World's Smallest Snake Discovered on the Caribbean Island of Barbados （页面存档备份，存于）". eFluxMedia. Retrieved on 4 August 2008.
6. ↑  Catherine Brahic (August 3, 2008). "World's smallest snake discovered （页面存档备份，存于）". New Scientist. Retrieved on 3 August 2008.
7. ↑  Barbara K. Kennedy. "World's smallest snake found in Barbados[永久]". Penn State University. Retrieved on 2008-08-03.